# 世界どっきりウォッチ
『世界どっきりウォッチ』（せかいどっきりウォッチ）は、1987年6月22日から同年9月28日までテレビ朝日系列局で放送されていたテレビ朝日製作の情報バラエティ番組である。全9回。放送時間は毎週月曜 19:30 - 20:00 （日本標準時）。
本番組はプロ野球中継等の放送休止が頻発したため、放送期間は3か月間ながら、放送回数は2か月で打ち切られた前番組『テレビBE組』と同じく9回だった。

## 出演者
- 渡辺徹 - 司会。『テレビBE組』から引き続き出演。
- 松居直美 - アシスタント。

## エンディングテーマ
- 世界でいちばん熱い夏（プリンセス プリンセス）

| テレビ朝日系列 月曜19:30枠                   | テレビ朝日系列 月曜19:30枠                                                      | テレビ朝日系列 月曜19:30枠                                                                           |
| 前番組                                       | 番組名                                                                          | 次番組                                                                                               |
| -------------------------------------------- | ------------------------------------------------------------------------------- | --- |
| テレビBE組 （1987年4月13日 - 1987年6月15日） | 世界どっきりウォッチ （1987年6月22日 - 1987年9月28日） 【ここまでバラエティ枠】 | ニュースシャトルANN （1987年10月19日 - 1989年3月27日） ※19:20 - 20:00、帯番組 【これよりニュース枠】 |

| スタブアイコン | サブスタブ | この項目は、まだ閲覧者の調べものの参照としては役立たない、テレビ番組に関連した書きかけの項目です。この項目を加筆・訂正などしてくださる協力者を求めています（P:テレビ/PJ:放送または配信の番組）。 |